# 神戸市立つつじが丘小学校
神戸市立つつじが丘小学校（こうべしりつ つつじがおかしょうがっこう）は、兵庫県神戸市垂水区つつじが丘3丁目に所在する公立小学校。

## 沿革
- 1982年（昭和57年）4月1日 - 神戸市立名谷小学校より分離開校。

## 通学区域
神戸市垂水区
- つつじが丘1 - 7丁目

※卒業後は神戸市立桃山台中学校に進学する。

## 校区内の主な施設
- 神戸つつじが丘郵便局

## 交通
- 神戸市バス15系統、山陽バス15・特15・23系統「つつじが丘2丁目」より200m

## 通学区域が隣接している学校
- 神戸市立下畑台小学校
- 神戸市立名谷小学校
- 神戸市立菅の台小学校